# Hans Ross (Linguist)

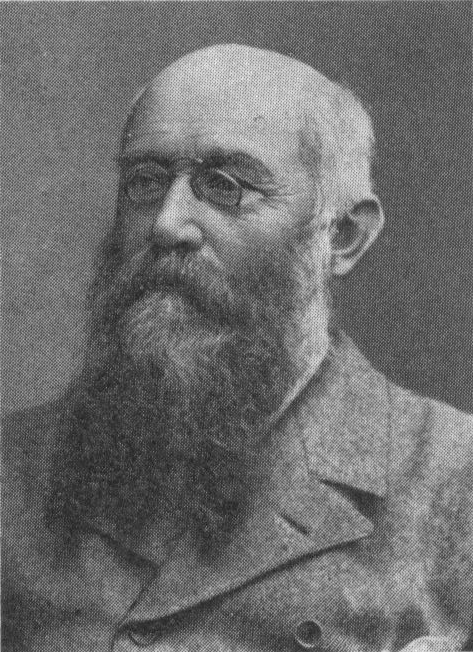
Hans Ross

Hans Matthias Elisæus Ross (* 14. April 1833 in Holum bei Mandal; † 16. Juli 1914 in Kristiania) war ein norwegischer Sprachforscher.

## Leben

### Jugend
Seine Eltern waren der Pfarrer Hans Christian Ross (1797–1872) und dessen Frau Magdalene Cathrine Edle Meyer (1798–1867). Er blieb unverheiratet.
Ross war der erste, der das Werk Ivar Aasens weiterführte. Er war 20 Jahre nach Aasen geboren und hatte einen anderen sozialen und sprachgeografischen Hintergrund: Aasen war ein Bauernsohn aus Ørsta in Westnorwegen, Ross ein Pfarrersohn aus Mandal im Süden des Landes. Das Geschlecht stammte aus Schottland.
Er ging in Mandal auf die Volksschule und auf die Kathedralschule in Kristiansand. Er studierte Theologie und legte 1855 das Examen ab. Auf der Kathedralschule lernte er bei seinem Lehrer Christian Thistedahl die Arbeiten Aasens kennen. Dadurch wurde er zur Sprachforschung angeregt. Er war Mitglied des Kreises „Døleringen“ um A. O. Vinje, der als Ideal das einfache Landleben pries.
Nach seinem Examen war Ross zunächst ein Jahr Hilfslehrer an der Volksschule in Mandal. Im Winter 1856/1857 hielt er sich in Deutschland auf, um Deutsch zu lernen. Danach begann er als Sprachlehrer in Christiania. Er wollte nicht Geistlicher werden. Von 1859 bis 1860 war er in Großbritannien, um Englisch zu lernen. Dort studierte er auch Phonetik. 1873 erschien sein Lehrbuch der englischen Sprache.

### Karriere
Ross und Aasen begegneten sich erstmals 1857. Danach kamen sie öfter zusammen. Ross begann in Sørlandet, Wörter zu sammeln. Von 1867 bis 1869 erhielt er ein Universitätsstipendium für seine Sammeltätigkeit. Danach betrieb er bis 1874 die Sammlung auf eigene Kosten. Ab 1877 erhielt er vom Storting 2.000 Kronen, ab 1880 sogar 2.400 Kronen. Auf Betreiben von Johan Sverdrup sollte er 1880 Professor für die norwegische Volkssprache werden. Doch die Universität, insbesondere die Professoren Sophus Bugge und Johan Storm, lehnten ihn in ihrer Stellungnahme ab, weil er Landsmål benutzte. Als Sverdrup Staatsminister wurde, startete er die Berufung erneut. Ross lehnte aber ab, und Moltke Moe bekam den Lehrstuhl. Zum Ausgleich erhielt Ross 3.500 Kronen jährlich für seine Forschungsarbeit.
Ross erhielt auch Unterstützung für den Druck eines norwegischen Wörterbuchs, das heftweise von 1890 bis 1895 herauskam. Das Wörterbuch sollte ein Ergänzungsbuch zu Aasens Wörterbuch sein, hatte aber im Vergleich zu dessen Wörterbuch viel mehr Wörter, weil er viele Orte im Lande besucht hatte, für die Aasen keine Zeit gehabt hatte. Außerdem nahm er auch Schimpfwörter auf, die Aasen gemieden hatte. Beide hatten auch unterschiedliche Konzepte: Aasen wollte die wichtigsten Grundlagen der norwegischen Sprache in normierter Form vorlegen, Ross wollte möglichst viele Wörter bringen, die einen Blick auf das Leben und die Kultur in den Siedlungen erlaubten. Sein Wörterbuch erhielt später weitere Ergänzungsbände, in der Ausgabe von 1971 sind es sechs. Einer von Ross und eines von Sophus Bugge erschienen zusammen mit dem Hauptwerk. Vier kamen von Ross 1902 bis 1913 hinzu. Damit war der „Ergänzungsteil“ zu Ivar Aasens Wörterbuch bei weitem umfangreicher, als dessen Werk. Trotz der Bewunderung für Aasen hielt er sich nicht konsequent an dessen Schreibweise, sondern lehnte sich an die tatsächliche Aussprache an. So wurde er zu einem  Vorbild für Arne Garborg und zu einem Vorläufer des „Midlandsmål“, einer zentralnorwegischen Sprachvariante.
1868 war er Mitgründer von „Det norske Samlaget“ (Die norwegische Gesellschaft) und gab viele Schriften auf Landsmål heraus. In einem Vortrag vor Lehrern im Jahre 1870 verglich er die norwegische Sprachentstehung mit ähnlichen Bewegungen im Übrigen Europa. Er bestand darauf, dass die dänische und norwegische Sprache nicht zu einer einheitlichen Sprache zusammenwachsen könnten, weil der grammatikalische Aufbau das Wesen der Sprache ausmache und dieser sehr unterschiedlich sei. Nirgends gebe es eine solche Gemengesprache. Er war im Übrigen Anhänger der junggrammatischen Lehre, die er in seinem Werk Race. Nation. Sprog (1909) vertrat. Außerdem war er von Friedrich Max Müller in Oxford beeinflusst und meinte, dass die Sprache einer Pflanze gleiche, die wachse.

## Werke (Auswahl)
- Europe as it ought to be at the End of 1861. London 1860
- Lauvduskar, samla og utgjevne av Hans Ross. 1867
- Lauvduskar. Samling af ymse Smaastykke. 6 Bände, 1867–1887
- Lærebog i Engelsk, nærmest for Middelskolen, 2 Bände, 1872–1873
- Ein Soge-Bundel. 1869
- Norske Viser og Stev. 1869
- Maalreisningen her hjemme, belyst fra Udlandet. Stavanger 1878
- Samlinger til den norske Ordbog, 1883
- Norsk Ordbog. Tillæg til 'Norsk Ordbog' af Ivar Aasen. 1895
- “Lisler”. Causerier. 1900
- Norske Bygdemaal. Band 1–17. Kristiania videnskapsselskaps Skrifter. 1905–1909
- Race. Nation. Sprog. 1909